# Playa de Estartit
La Playa de la Estartit es una playa de arena que se extiende, de norte a sur, desde el puerto de Estartit hasta la Garganta del Ter haciendo una ligera curva hacia el interior en su recorrido de unos 3 kilómetros. Al norte conecta con el trazado urbano de Estartit y hacia su tramo mediano con la urbanización de los Griells, un golpe rebasado el Ter Viejo. Su parte sur está incluida como área protegida dentro del parque natural del Montgrí, las Islas Medas y el Bajo Ter. Incluye un sistema de dunas y balsas litorales muy bien conservadas desde la zona de la Pletera (desurbanizada a partir de la década de 1980) y al sur hasta la Gola, donde desemboca el río Ter.
La arena de la playa es fruto de las aportaciones de los ríos que desembocan en la bahía de Pals, el Ter y el Daró. No obstante, estas son diezmadas por los temporales de levante que se llevan la arena y hacen llegar los desechos que acumulan los ríos a las playa que tienen que ser recuperadas por la acción de las personas.
El año 2010 la playa certificó su calidad turística según la norma UNE 187001:2008